# Артикуляция (строительная акустика)
Артикуляция (строительная акустика) — критерий для оценки слышимости речи. Артикуляция выражается в процентах (%) правильно понятых слов или слогов по отношению ко всем произнесенным. Слоговая артикуляция которая равна 85 % и больше, считается отличной. Слоговая артикуляция, которая равна 65 % и менее, считается неудовлетворительной.
Обычно артикуляция используется в помещениях, предназначенных для слушания речи (аудитории, залы драматических театров). Важное значение имеют четкость и разборчивость речи.